# إنشاء نسخة رئيسة (إنتاج صوتي)
إنشاء نسخة رئيسة (بالإنجليزية: Mastering)‏ هو آخر مرحلة من مراحل الإنتاج الصوتي والتي تلي مرحلة المزج الصوتي وتسبق عملية توزيع العمل الفني للجمهور وتعتمد على إضافة مؤثرات خاصة لمعالجة المشاكل الموجودة في الأغنية أو المقطوعة الموسيقية والتي قد تكون واضحة أو تكون مشاكل يصعب تمييزها باستخدام مكبرات صوت عادية وتشمل عملية إنشاء النسخة الرئيسة إضافة لمسة جمالية خاصة (WARM..PRESENSE..AIR..PUNCH..) تجعل العمل الفني يضاهي الأعمال الموجودة في الساحة.